# サミュエル・グランサー
サミュエル・グランサー（Samuel Grandsir，1996年8月14日 - ）は、フランス・エヴルー出身のサッカー選手。MLS・ロサンゼルス・ギャラクシー所属。ポジションはミッドフィールダー。

## 経歴
2016年にトロワACのトップチームに昇格。そのシーズンにトロワのリーグ・アン昇格を経験した。2018年にはASモナコにステップアップ移籍を果たした。2018年10月19日のRCストラスブール戦で相手のアントニー・ゴンサウベスを蹴りあげたためレッドカードを提示された。
2019年1月19日、RCストラスブールにシーズン終了までのレンタルで移籍した。
2019年7月23日、スタッド・ブレスト29に1年間のみのレンタル移籍をすることが両クラブより発表された。
2021年3月11日、MLSのロサンゼルス・ギャラクシーに完全移籍で加入することが発表された。
2023年1月23日、ル・アーヴルACに移籍した。